# 플로라 팔레센
아만다 플로라 마틸데 팔레센(덴마크어: Amanda Flora Mathilde Fallesen, 결혼 이전의 성(姓): 톰센(Thomsen), 1832년 12월 9일 코펜하겐 ~ 1900년 6월 25일 프레데릭스베르)은 덴마크의 배우이다. 1857년부터 1860년까지 덴마크 왕립극장 소속 연극 배우로 활동했다.